# لويس إيرنيستو فرانكو
لويس إيرنيستو فرانكو (بالإسبانية: Luis Ernesto Franco)‏ هو ممثل مكسيكي، ولد في 21 ديسمبر 1983 في المكسيك.

## وصلات خارجية
- لويس إيرنيستو فرانكو على موقع IMDb (الإنجليزية)
- لويس إيرنيستو فرانكو على موقع قاعدة بيانات الفيلم (الإنجليزية)